# Нові Яхакаси
Нові Яхака́си (рос. Новые Яхакасы, чув. Çĕнĕ Яхакасси) — присілок у складі Вурнарського району Чувашії, Росія. Входить до складу Санарпосинського сільського поселення.
Населення — 566 осіб (2010; 669 у 2002).
Національний склад:
- чуваші — 99 %